# Jean Schlumberger
Jean Schlumberger (Guebwiller, 26 maggio 1877 – Parigi, 25 ottobre 1968) è stato uno scrittore e critico letterario francese.

## Biografia
Con André Gide e Gaston Gallimard è stato tra i fondatori della rivista letteraria Nouvelle Revue Française. Caratteristica principale dei suoi romanzi è la rigorosa introspezione dovuta alla sua formazione calvinista.
Schlumberger fu anche un attento critico letterario: autore nel 1936 di un famoso saggio su Pierre Corneille, Plaisir à Corneille, e del noto Madeleine et André Gide, edito nel 1956.

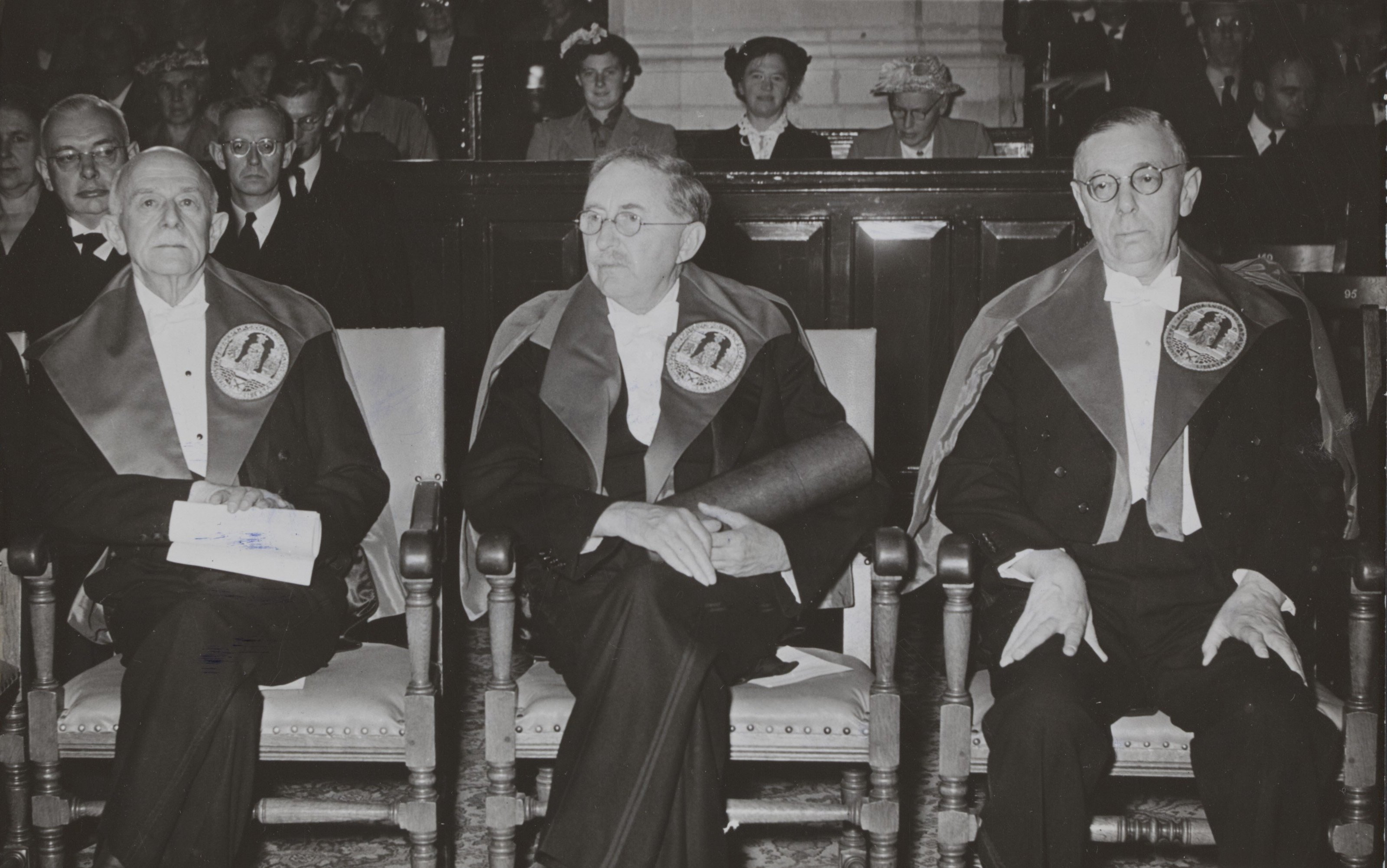
Dottorato onorario all'Università di Leida (1954)

Nel 1942 ricevette il Gran premio di letteratura dell'Accademia francese per l'insieme delle sue opere. Nel 1955 ottiene il Grand Prix national des lettres.

## Opere scelte
- L'Inquiete Paternité
- Heureux qui comme Ulysse (1906)
- Un Homme Heureux (1920)
- Le Camarade Infidéle
- Le Lion devenu Vieux
- Traité 1 (1926)
- L'Amour Le Prince La  Verité (1927)
- Les yeux de Dix Huit ans (1928)
- Saint-Saturnin (1930)
- Plaisir à Corneille (1936)
- Stéphane le glorieux (1940)
- Le Procès Pétain (1949)
- Passion (1956)
- Jalons, Nouveaux Jalons
- Madeleine et André Gide (1956)
- Rencontres (1968)